# Waldschutzgebiet Aledaño a la Bocatoma del Canal Nuevo Imperial
Das Waldschutzgebiet Aledaño a la Bocatoma del Canal Nuevo Imperial (spanisch Bosque de Protección Aledaño a la Bocatoma del Canal Nuevo Imperial) befindet sich in der Region Lima in West-Peru. Das Schutzgebiet wurde am 19. Mai 1980 durch die Resolución Suprema Nº007-80-AA/DGFF eingerichtet. Die staatliche Naturschutz-Agentur Servicio Nacional de Areas Naturales Protegidas por el Estado (SERNANP) ist die für das Schutzgebiet zuständige Behörde. Das Waldschutzgebiet besitzt eine Größe von 18,11 ha. Es dient dem Schutz eines bewaldeten Areals am rechten Flussufer des Río Cañete. Es wird in der IUCN-Kategorie VI als ein Schutzgebiet geführt, dessen Management der nachhaltigen Nutzung natürlicher Ökosysteme und Lebensräume dient.

## Lage
Das Waldschutzgebiet liegt im Distrikt Lunahuaná der Provinz Cañete knapp 150 km südöstlich von Lima. Es befindet sich am rechten Flussufer des in Richtung Südsüdwest fließenden Río Cañete unterhalb des Abzweigs des Bewässerungskanals "Canal Nuevo Imperial". Es wird im Westen von der Nationalstraße 24 (Cañete–Yauyos) begrenzt. 8 km nordöstlich liegt die Kleinstadt Lunahuaná.

## Ökosystem
Das Waldschutzgebiet liegt in einer ariden, wüstenhaften Küstenregion in den westlichen Ausläufern der peruanischen Westkordillere auf einer Höhe von etwa 260 m. Zur Vogelwelt in dem Areal gehört die Inkaammer (Incaspiza pulchra), der Rubintyrann (Pyrocephalus rubinus), der Feinschnabelämmerling (Xenospingus concolor) und der Graustirnspecht (Colaptes atricollis). Zu den Säugetieren in dem Gebiet gehört der Sechurafuchs (Pseudalopex sechurae), die Reisratten-Art Oryzomys xantheolus und die Wanderratte (Rattus norvegicus). Im Schutzgebiet gedeihen die Akazien-Art Acacia macracantha, Prosopis pallida aus der Gattung Prosopis, Baccharis salicifolia aus der Gattung Baccharis, Tessaria integrifolia, Salix humboldtiana, Gynerium sagittatum und Tillandsia latifolia.